# Neoromicia
Neoromicia is een geslacht van zoogdieren uit de familie van de gladneuzen (Vespertilionidae). De wetenschappelijke naam van het geslacht werd in 1926 gepubliceerd door Austin Roberts.

## Soorten
Er worden 6 soorten in dit geslacht geplaatst:
- Neoromicia anchietae (de Seabra, 1900)
- Neoromicia bemainty (Goodman et al., 2015)
- Neoromicia guineensis (du Bocage, 1889)
- Neoromicia hlandzeni P. J. Taylor et al., 2022
- Neoromicia somalica (O. Thomas, 1901)
- Neoromicia zuluensis (A. Roberts, 1924)